# 霍华德·E·埃文斯
霍华德·E·埃文斯（英語：Howard Ensign Evans，1919年2月23日—2002年7月18日）是一位美国昆虫学家，专攻黄蜂，1976年获丹尼尔·吉罗·艾略特奖章，
其作品《黄蜂农场》（Wasp Farm）获1964年美國國家圖書獎提名。